# Philip R. Sharp

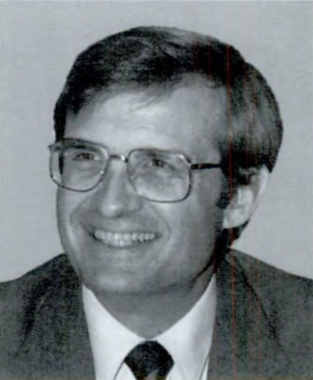
Philip R. Sharp (etwa 1993)

Philip Riley Sharp (* 15. Juli 1942 in Baltimore, Maryland) ist ein US-amerikanischer Politiker. Zwischen 1975 und 1995 vertrat er den Bundesstaat Indiana im US-Repräsentantenhaus.

## Werdegang
Philip Sharp besuchte die Washington Elementary School in Elwood (Indiana). Im Jahr 1960 absolvierte er die dortige Wendell Wilkie High School. Bis 1961 studierte er an der DePauw University in Greencastle und danach bis 1964 an der Georgetown University in Washington, D.C., an der er später bis 1974 auch noch Philosophie studierte.
Politisch schloss sich Sharp der Demokratischen Partei an. Zwischen 1964 und 1969 gehörte er dem Stab von US-Senator Vance Hartke an. Von 1969 bis 1974 lehrte er an der Ball State University in Muncie. Bei den Kongresswahlen des Jahres 1974 wurde Sharp im zehnten Wahlbezirk von Indiana in das US-Repräsentantenhaus in Washington gewählt, wo er am 3. Januar 1975 die Nachfolge von David W. Dennis antrat. Nach neun Wiederwahlen konnte er bis zum 3. Januar 1995 zehn Legislaturperioden im Kongress absolvieren. Seit 1983 vertrat er dort als Nachfolger von Floyd Fithian den zweiten Distrikt seines Staates. Zwischenzeitlich war er Vorsitzender des Subcommittee on Energy and Power.
Im Jahr 1994 verzichtete Sharp auf eine weitere Kandidatur. Später wurde er Direktor der politischen Fakultät der Harvard University, die auch unter dem Namen John F. Kennedy School of Government bekannt ist. Heute ist er Präsident im Board of Directors der Duke Energy Corporation und stellvertretender Vorsitzender der Energy Foundation. Außerdem leitet er den überparteilichen Think Tank Resources for the Future.